# 귀스타브 모로
귀스타브 모로(Gustave Moreau, 1826년 4월 6일 ~ 1898년 4월 18일)는 프랑스의 상징주의 화가이다. 성서의 이야기나 신화를 많이 그려 이름을 날렸다. 매우 화려한 기교로 시적·환상적 표현을 하였다.

## 생애
귀스타브 모로는 1826년 파리에서 건축가의 아들로 태어났다. 미술 대학을 졸업하고 22세 때부터 그림을 그렸다.
1848년 이후 테오도르 샤세리오와 들라크루아의 화풍에 많은 영향을 받았다. 이 시기에 모로는 그림의 주제를 역사와 신화에서 찾기 시작하며 이는 후에 모로의 화풍을 대변하게 된다. 1857년에서 1859년까지 이탈리아를 여행하면서 신화적 주제를 모음과 동시에 그림기술을 향상시켰다. 파리로 돌아와 당시의 미술계에 유행하던 살롱 초대전에 약 20년간에 걸쳐 수시로 작품을 출품한다. 1864년 외디푸스와 스핑크스를 그려 화가로서의 명성을 얻게 된다. 이후에 그려지는 대다수의 작품은 고대 그리스신화에 나오는 인물과 일화들을 주제로 하고 있다. 모로는 의식적으로 신화를 주제로 한 그림에서 인간의 번민과 고통, 이상적인 영웅상 등을 상징적으로 표현함으로써 상징주의를 대표하는 화가로 손꼽힐 뿐만 아니라 후에 나타나는 표현주의에 결정적인 동기를 주게 된다.
1892년 파리의 예술학교의 미술과 교수로 초빙되어 마티스, 루오, 마르케 등의 화가들을 길러낸다. 특히 모로는 자상함과 형식에 구애되지 않는 교수 방법 때문에 학생들 사이에서 존경을 받은 것으로 전해진다.
1898년 파리에서 암으로 사망했다. 사망후 유언에 따라 모로가 살던 파리의 9구 로슈푸코 거리 (프랑스어: rue de la Rochefoucauld) 14번지의 집은 현재 모로 박물관(프랑스어: Musée Moreau)으로 되어 있다.

## 대표 작품

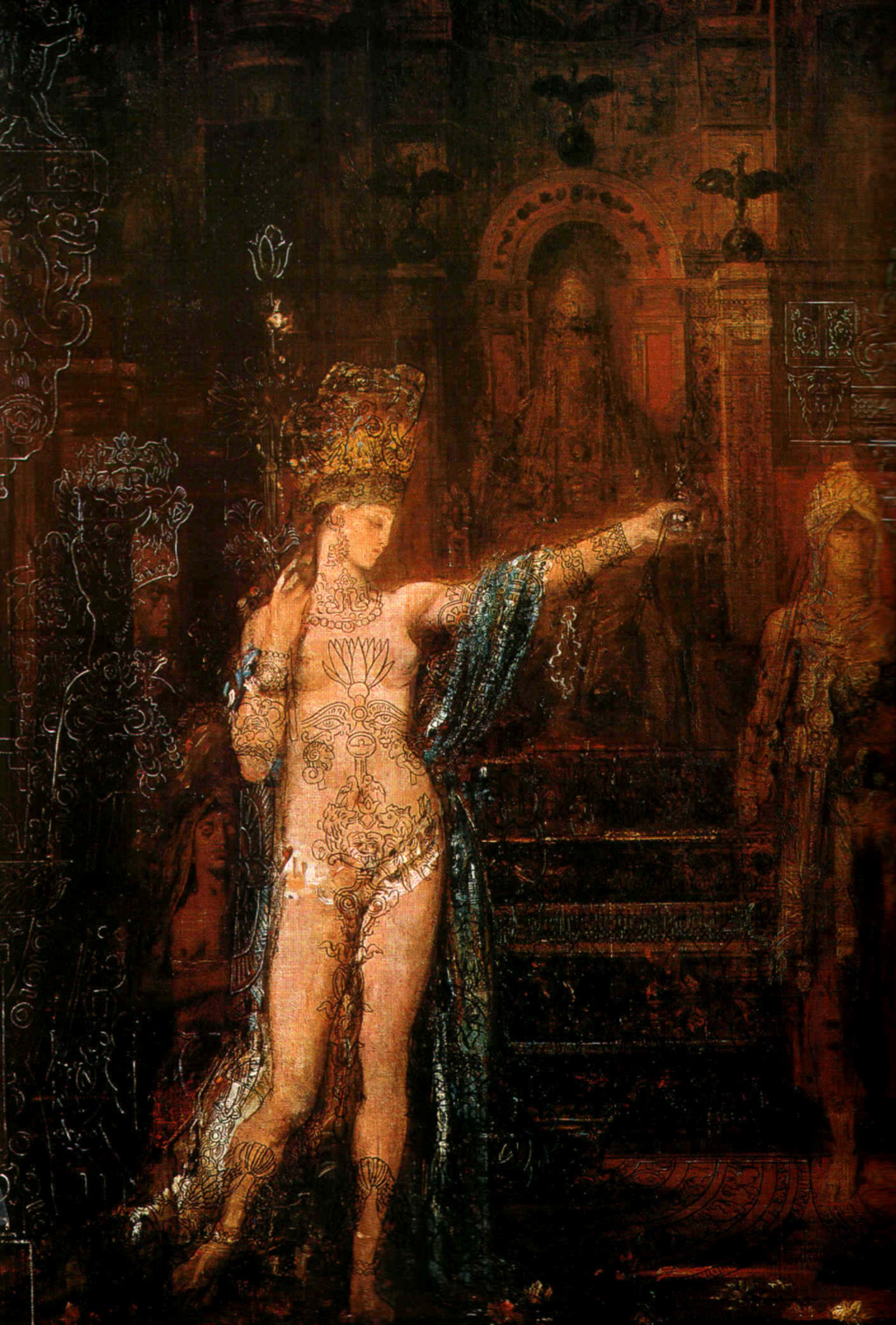
살로메, 1871
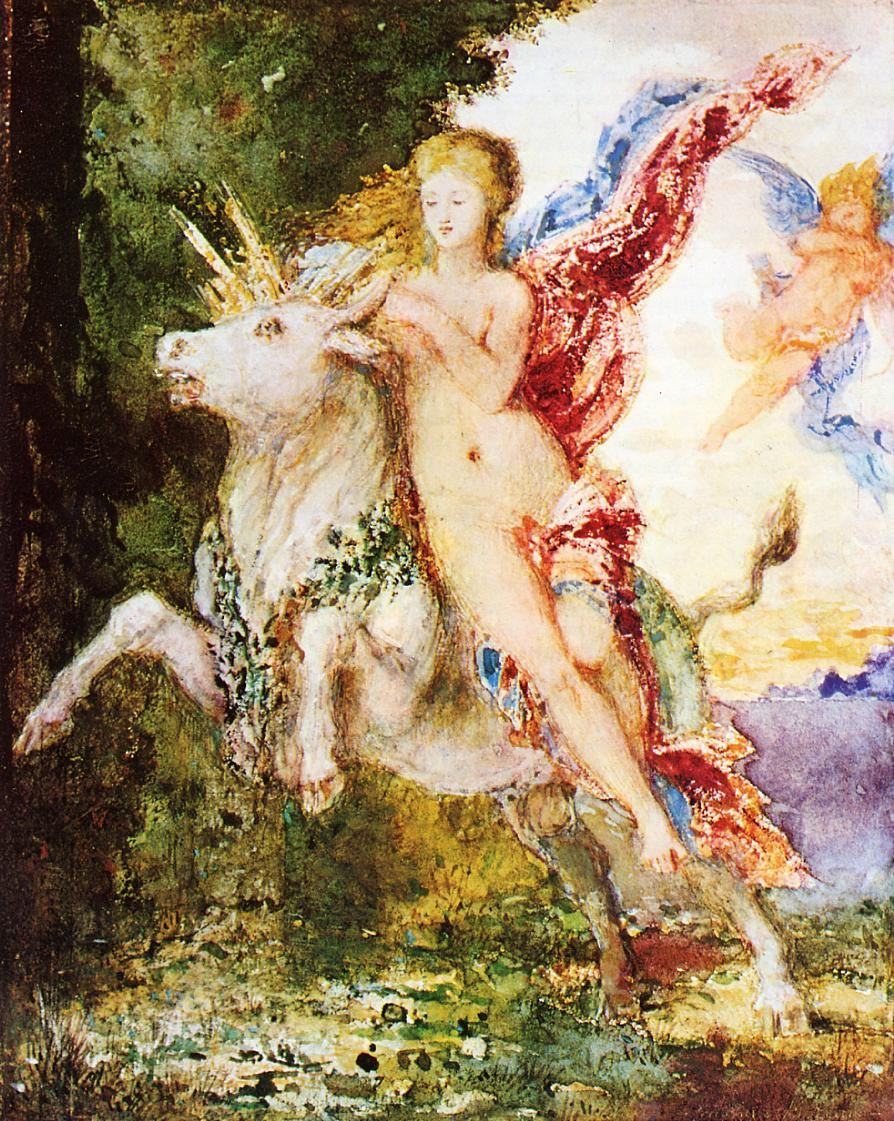
에우로페와 황소, 1869
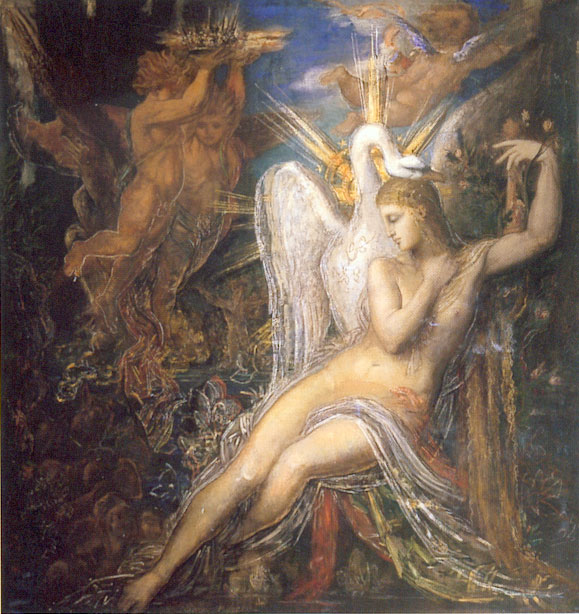
레다, 모로 박물관
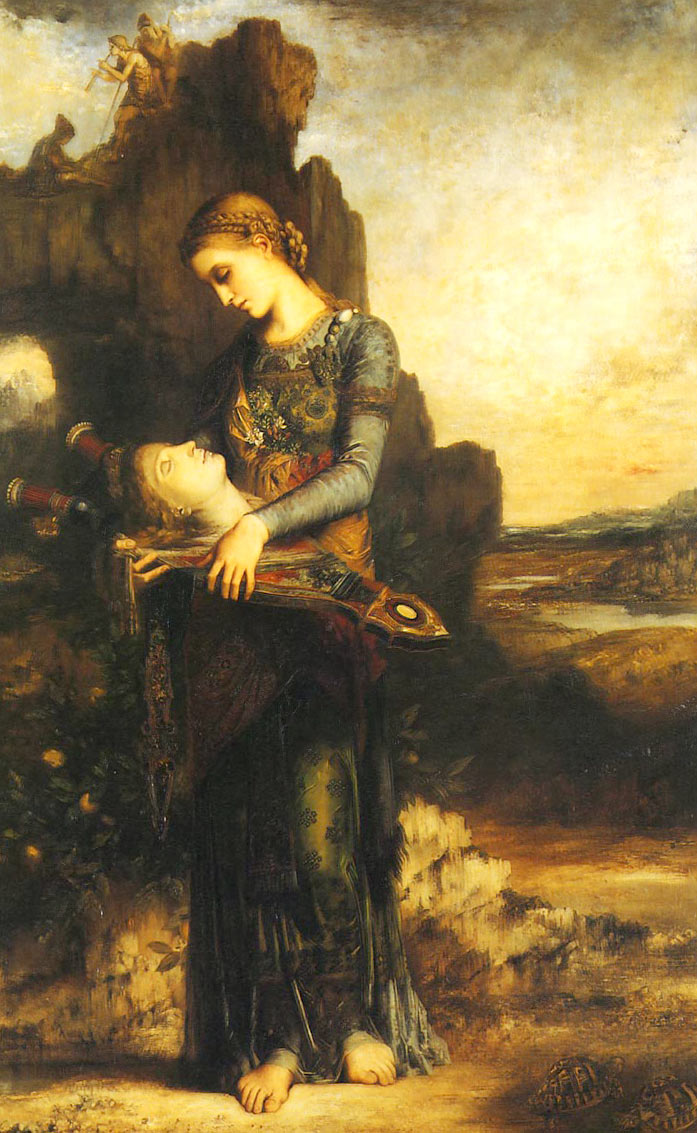
오르페우스, 유화 1865, 154 x 99.5 cm, 오르세이 박물관, 파리